# Syðrugøta
Syðrugøta er en bygd  på Eysturoy, Færøerne. Bygden ligger på sydsiden af fjorden Gøtuvík. Ligesom nabobygderne, Gøtugjógv og Norðragøta bliver den ofte bare kaldt Gøta, og disse bygder var en kommune, Gøtu kommuna, som nu er sammenlagt med Leirvíkar kommuna til den nye kommune Eystur kommuna. Første led i navnet siger, at den er den søndre af to bygder. 
Når der er stormende vinde fra øst og sydøst, opstår der kraftige brændinger på kysten. Norðragøta har en ret gunstig beliggenhed, hvorfor den kommunalt ejede havn blev bygget der.
En af Færøernes største virksomheder, Varðin, etableret i 1985, har sit hovedkvarter i Syðrugøta. Varðin er moderselskab for fire virksomheder, som driver trawlerne Tróndur í Gøtu, Finnur Fríði, Jupiter og Saksaberg. Bygden var kendt for sin uldproduktion. 
Hvert år midt i juli måned har der siden 2002 på Syðrugøtas sandstrand været afholdt en sommerfestival "G! Festival". Foruden færøske musikere, er der også koncerter med internationale bands og solister.

## Historie
Arkæologiske udgravninger viser at Syðrugøta har været bosat siden vikingetiden. Stednavnet kommer af «gate» og viser til at færdselsvejen mellem bygderne ved Skálafjørður og bygderne i nordøst passerede her. Det er usikkert om Norðragøta eller Syðrugøta er den ældste bosætning, men siden navnet Gøta plejer at vise til Norðragøta, regnes den som høvdingesædet for Tróndur í Gøtu, som nævnes i Færingesaga. 
Syðrugøta er første gang nævnt skriftlig i en jordebog fra 1584.
Omkring 1860 blev der etableret en ny bebyggelse Gøtueiði, beliggende på fælleden ved Syðrugøta.
I 1929 åbnede en fiskefabrik med produktion af klipfisk, men den flyttede til Norðragøta, hvor udbygning af havnen gav bedre muligheder.
Siden 1960 har uldspinderiet Tøtingarvirkið virket i bygden. Virksomheden blev nedlagt i 1986, men åbnede igen fra 1991 til 2010. Der blev fremstillet garn af færøsk uld samt et stort udvalg af strikvarer.

## Sagn
Et gammelt sagn siger, at kirken var i Syðrugøta, men på grund af en forbrydelse blev den flyttet til Norðragøta. Endnu kan det ses hvor kirke og kirkegård var. Oprindelig var der to "býlingar" i bygden, Niðri við Hús og úti í Grógv, de er sammenvokset for længst. Syðrugøta har en stor udmark, og der er langt hjem fra den nordligste udmark. 

## Galleri
- Syðrugøta
- Syðrugøta
- G! festival på stranden i Syðrugøta
- Det nu lukkede Tøtings forretning

## Personer fra Syðrugøtu
- Sámal Petur í Grund (1958–), politiker (SF)
- Eivør Pálsdóttir (1983–), musiker
- Jørgen Thomsen (1927–1995), politiker (JF)